# Gaëtan Pons
Gaëtan Pons, né le 1er janvier 1992 à Verviers, est un coureur cycliste luxembourgeois d'origine belge. 

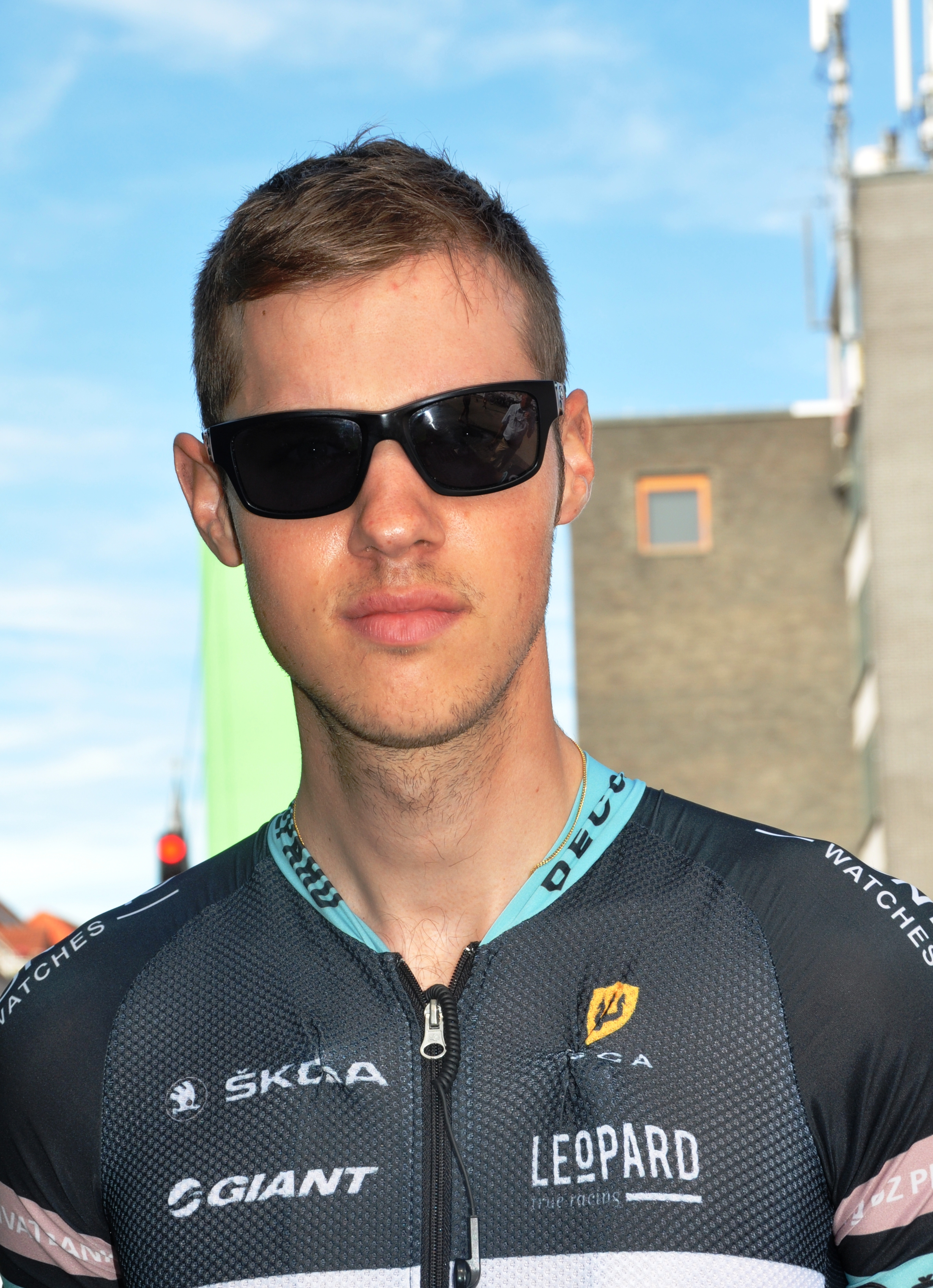
Gaëtan Pons

## Biographie
Gaëtan Pons naît le 1er janvier 1992 à Verviers en Belgique. Il commence le cyclisme à l'âge de 13 ans au Vélo Club Ardennes, dont il porte les couleurs jusqu'en 2011. Entre-temps, il termine troisième du championnat de Belgique débutants 2e année en 2008 ou encore huitième du Trophée Centre Morbihan en 2010. 
Il entre en 2012 dans l'équipe Lotto-Pôle Continental Wallon, qui devient T.Palm-Pôle Continental Wallon le 20 juin. 17e de Paris-Roubaix espoirs, il est désigné co-leader de sa formation en 2013 avec Andrew Ydens. En 2014, il décide de rejoindre la formation wallonne Color Code-Biowanze. Victime d'une fracture du bassin en début d'année, il revient en forme au printemps en terminant 4e et 9e d'étapes à la Flèche du Sud, huitième du Triptyque ardennais. En été, il se classe deuxième du Mémorial Danny Jonckheere, sixième de deux étapes sur la Course de Solidarność et des champions olympiques au sprint, huitième de la Flèche ardennaise et treizième de la Flèche côtière. Il met un terme à sa saison après une chute en octobre sur la dernière étape de l'Eurométropole Tour, où il subit une triple fracture de la clavicule et de multiples contusions.
Il passe professionnel en 2015, en signant un contrat avec l'équipe continentale Wallonie-Bruxelles. Sa saison 2016 est de nouveau perturbée par des chutes sur le Tour de Bretagne et l'Arnhem Veenendaal Classic, où il se fracture respectivement le scaphoïde et le coude. Septième du Mémorial Philippe Van Coningsloo et d'une étape sur le Tour du Loir-et-Cher, il n'est cependant pas conservée par sa formation en fin d'année. Gaëtan Pons se recase alors au Luxembourg en 2017 chez Leopard, pays dont il possède aussi la nationalité de par sa mère.
Il met un terme à sa carrière à l'issue de la saison 2019.

## Palmarès et classements mondiaux

### Palmarès
- 2008[1]
  - 3e du championnat de Belgique débutants 2e année
- 2014
  - 2e du Mémorial Danny Jonckheere
- 2016
  -  Champion de Belgique du contre-la-montre par équipes

### Classements mondiaux
| Année           | 2014   | 2015 | 2016   | 2017 |
| --------------- | ------ | ---- | ------ | ---- |
| UCI Europe Tour | 1 003e | nc   | 1 494e | e    |